# Paso Pérez Rosales
Paso Pérez Rosales es un paso de frontera entre la República Argentina y la República de Chile. La localidad más próxima del lado argentino es lago Frías a 58 kilómetros de Bariloche, (provincia de Río Negro) y del lado chileno se encuentra Peulla a 26 km del paso (Región de Los Lagos). El paso permanece habilitado en verano de 08.00 a 21.00, y en invierno entre 08:00 y 19:00 hrs.

## Historia
De acuerdo al explorador Óscar de Fischer, el paso Pérez Rosales fue el primer paso utilizado por Nicolás Mascardi en 1669, al momento de dar inicio a la Misión de Nahuel Huapi. Sin embargo, debido a la dificultad que representaba la navegación lacustre durante esa época, habría sido abandonado en favor del más austral Paso Vuriloche.
El paso fue reabierto en febrero de 1855, cuando una expedición encabezada por Vicente Pérez Rosales remontó el río Peulla, y luego avanzó hasta las orillas del lago Nahuel Huapi. El paso fue bautizado en esta oportunidad como Boquete de Pérez Rosales.
A inicios del siglo XX este paso fronterizo tuvo un importante nivel de actividad, vinculado al comercio exterior desarrollado por colonos alemanes entre las ciudades de Puerto Montt y San Carlos de Bariloche. Sin embargo, el impacto de la Primera Guerra Mundial en el comercio internacional, así como la habilitación de controles aduaneros por parte de Chile y Argentina en los años siguientes, llevaron a que el uso comercial de este paso fronterizo prácticamente desapareciera a partir de la década de 1920.
Desde su apertura a mediados del siglo XIX, este paso fronterizo ha sido escenario de diversos viajes y expediciones célebres por Sudamérica, tales como la Expedición científica Roosevelt-Rondon, liderada por Theodore Roosevelt y Cândido Rondon en 1913, la expedición a la Patagonia de Carl Skottsberg (1907-1909), y el Primer viaje latinoamericano de Ernesto Che Guevara y Alberto Granado en 1952. La popularidad de este último viaje ha dado lugar a que, en la actualidad, exista un desarrollo de la marca "La Poderosa", en honor a la motocicleta del Che, que incluye un almacén y una réplica de la motocicleta en Puerto Frías, así como la producción de un vino bajo ese nombre, disponible para la venta tanto en dicha localidad como en Puerto Blest.
En la actualidad el uso de esta ruta es principalmente turístico para el desarrollo del llamado cruce andino.